# Rousas John Rushdoony
Rousas John Rushdoony (Nova Iorque, 25 de abril de 1916 – Vallecito, 8 de fevereiro de 2001) foi um filósofo, historiador e teólogo calvinista e é considerado o pai da Reconstrução Cristã e uma inspiração para o movimento moderno de homeschool cristão. Seus escritos prolíficos têm exercido influência considerável sobre a direita Cristã.

## Biografia
Rushdoony nasceu em Nova Iorque, filho de imigrantes armênios recém chegados à América. Antes de seus pais fugirem do genocídio armênio de 1915, seus ancestrais tinham vivido numa área remota próxima ao Monte Ararate por quase 2 000 anos. Há alegações que desde o ano 320 d.C., cada geração da família Rushdoony produziu um sacerdote ou ministro cristão. Dentro de semanas após chegarem à América, seus pais se mudaram para Kingsburg (Califórnia), onde seu pai fundou uma Igreja Presbiteriana que utilizava o idioma armênio. Exceto por um tempo quando seu pai pastoreou uma igreja em Detroit (Michigan), Rushdoony cresceu na fazenda da família em Kingsburg.
Rushdoony frequentou escolas públicas onde aprendeu o inglês.  Ele continuou sua educação na Universidade da Califórnia, onde obteve o Bacharel em Artes (B.A.) em literatura inglesa no ano de 1938, uma credencial de ensino em 1939 e o grau de Master of Arts (M.A.) em Educação no ano de 1940. Ele frequentou também a Pacific School of Religion, um seminário congregacional e metodista em Berkeley (Califórnia), no qual se graduou em 1944, o mesmo ano em que foi ordenado pela Igreja Presbiteriana dos Estados Unidos. Rushdoony então serviu por oito anos e meio como missionários aos índios Shoshone e Paiute na Reserva Indígena de Duck Valley, numa área remota do Nevada. Em 1953, Rushdoony tornou-se pastor de uma igreja em Santa Cruz, um pequeno vilarejo retirado na costa californiana.
Foi durante sua missão aos americanos nativos que Rushdoony começou a escrever. Seu primeiro livro, By What Standard? foi publicado em 1959. No começo da década de 1960 ele estava ativo no movimento de homeschool, aparecendo como uma testemunha especialista para defender os diretos daqueles que praticavam o homeschool. Mudou-se para Los Angeles em 1965. Nesse ano ele fundou a Chalcedon Foundation; a Chalcedon Report, que Rushdoony editava mensalmente, começou a aparecer em outubro daquele ano.
Rushdoony teve cinco filhos com sua primeira esposa, Arda June Gent Rushdoony, que morreu em 1967. Casou-se então em 1972 com Dorothy Barbara Ross Rushdoony, que se tornou a madrasta das suas crianças. Ela morreu em 2003. Sua filha Sharon casou-se com Gary North, um escritor e economista cristão, o qual tornou-se um nome influente no reconstrucionismo cristão. O único filho de Rushdoony, o Rev. Mark R. Rushdoony, é o atual presidente da Chalcedon Foundation e editor da Chalcedon Report.  R. J. Rushdoony morreu em 2001 com os seus filhos ao seu lado. Rushdoony leu no mínimo um livro por dia, de capa a capa, durante mais de cinquenta anos em sua vida; ele ainda escrevia nas margens e fazia um índice das ideias principais no final. Estima-se que ele tenha lido, em sua inteireza, mais de 28 000 livros em toda a sua vida.  É dito também que Rushdoony tinha mais de 60 000 livros em sua livraria pessoal.

## Trabalhos selecionados (em inglês)
- —. The Institutes of Biblical Law. [S.l.: s.n.]
- — (1959). By What Standard?: An Analysis of the Philosophy of Cornelius Van Til. [S.l.]: Presbyterian and Reformed Pub. Co.
- —; Opitz, Edmund A. (1961). Intellectual Schizophrenia: Culture, Crisis, and Education. Philadelphia: Presbyterian and Reformed Pub. Co.
- — (1963). The Messianic Character of American Education. Nutley, NJ: Craig Press
- — (1964). This Independent Republic: Studies in the Nature and Meaning of American History. Nutley, NJ: Craig Press
- — (1965). The Nature of the American System. Nutley, NJ: Craig Press
- — (1967). The Mythology of Science. Nutley, NJ: Craig Press
- — (1968). The Foundations of Social Order: Studies in the Creeds and Councils of the Early Church. Nutley, NJ: Presbyterian and Reformed Pub. Co.
- — (1969). The Biblical Philosophy of History. Nutley, NJ: Presbyterian and Reformed Pub. Co.
- — (1970). Thy Kingdom Come. Fairfax, VA: Thoburn Press
- — (1970). Politics of Guilt & Pity. Nutley, NJ: Craig Press
- — (1971). The One And The Many: Studies in The Philosophy of Order and Ultimacy. Nutley, NJ: Craig Press
- — (1975). The Word of Flux. Fairfax, VA: Thoburn Press
- — (1977). God's Plan for Victory. Fairfax, VA: Thoburn Press
- — (1981). The Philosophy of the Christian Curriculum reprint ed. [S.l.]: Ross House Books. ISBN 9789991974613
- — (1984). Law & Liberty. Vallecito, California: Ross House Books
- — (1986). Christianity and the State. Vallecito, California: Ross House Books
- — (1991). The Roots of Reconstruction. Vallecito, California: Ross House Books